# Checkpoint Jerusalem
Checkpoint Jerusalem ist ein Jugendbuch von Manfred Theisen.

## Inhalt
In dem Buch „Checkpoint Jerusalem“ geht es um den jungen Amer, der in Palästina wohnt und um die Jüdin Maya aus Israel.
Als eines Tages ein Mädchen aus dem Kinderheim, mit Namen Sabreen, zur Blutwäsche nach Israel über den Checkpoint muss, erleiden sie einen Unfall. Maya und ihre Familie sind gerade zur Stelle und schleppen sie ab. Amer und Maya finden sofort Gefallen aneinander und stellen neugierig Fragen. Als Mayas Vater Amer, Sabreen und die Heimleiterin Marie (geb. Schweizerin), in Israel abgesetzt hat, vergisst Amer seinen Rucksack im Auto von Mayas Vater. Maya schickt ihn daraufhin großzügig zurück mit ihrer Handynummer.
Sabreen, die über alles Bescheid weiß, wird ständig eifersüchtig, da sie selbst mit Amer zusammen war und immer noch in ihn verliebt ist.
Amer erwidert deren Ausdrücke immer eiskalt, denn er hat kein Gefallen mehr an Sabreen. Sein bester Freund wohnt auch im Heim: Jamal. Jamals Cousin war auch ein Selbstmörder und Jamal meint, er wird später auch so einer werden. Außer ihm und Sabreen wohnen noch Tariq und Haya im Heim.
Amer und Maya halten Kontakt und rufen sich oft an. Bald kommt es dann wieder zur Begegnung. Dies geschieht immer öfter. Maya und Amer diskutieren oft über den Krieg und über die Selbstmörder. Mayas älterer Bruder Izak ist auch in der Armee, genauso wie ein ehemaliger Waise von Marie. Allerdings wird er ermordet und Marie ist deshalb zutiefst betrübt.
Amer und Maya verlieben sich ineinander und werden ein Paar, gegen den Willen ihrer Eltern. Amer ist keineswegs ein Waise, auch wenn er im Waisenhaus viel Zeit verbringt, aber er hat eine Mutter und einen Vater. Die Eltern von Amer wissen über die Beziehung ihres Sohnes Bescheid. Amers Mutter nimmt es gelassen hin, aber Amers Vater ist total dagegen.
Trotz des Willens der Eltern schlafen Maya und Amer miteinander, bevor sie sich trennen. Kurz bevor Amer und seine Familie nach Amerika auswandern, ruft er Maya an, erzählt es ihr und fragt, ob sie einen neuen Freund habe. Sie bejaht und Amer ist sichtlich traurig. Er kann erst jetzt verstehen, dass die Gründe für die Trennung, schwachsinnig sind. Die beiden gestehen sich gegenseitig am Telefon ein, dass sie sich noch lieben, es aber keine Chance für ihre Liebe gibt. So muss sich Amer verabschieden und wegziehen.